# Semaeopus anfractata
Semaeopus anfractata är en fjärilsart som beskrevs av Louis Beethoven Prout 1910. Semaeopus anfractata ingår i släktet Semaeopus och familjen mätare. Inga underarter finns listade i Catalogue of Life.